# Orchis anatolica
Orchis anatolica là một loài thực vật có hoa trong họ Lan. Loài này được (Renz) P.Delforge mô tả khoa học đầu tiên năm 1990. Đây là loài bản địa của Crete, Síp, Đông Quần đảo Aegea, Hy Lạp, Iran, Iraq, Liban, vùng Palestine, Syria, và Thổ Nhĩ Kỳ.

## Hình ảnh

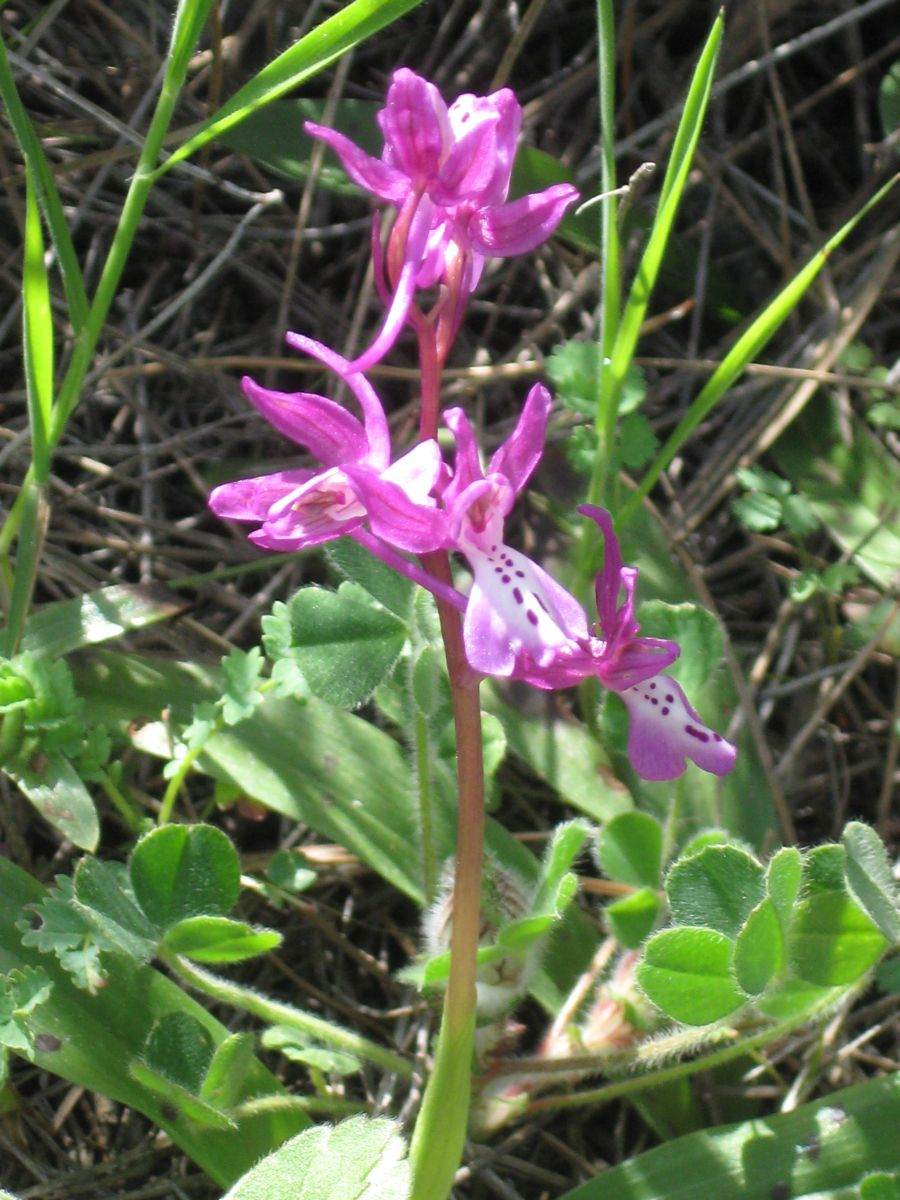
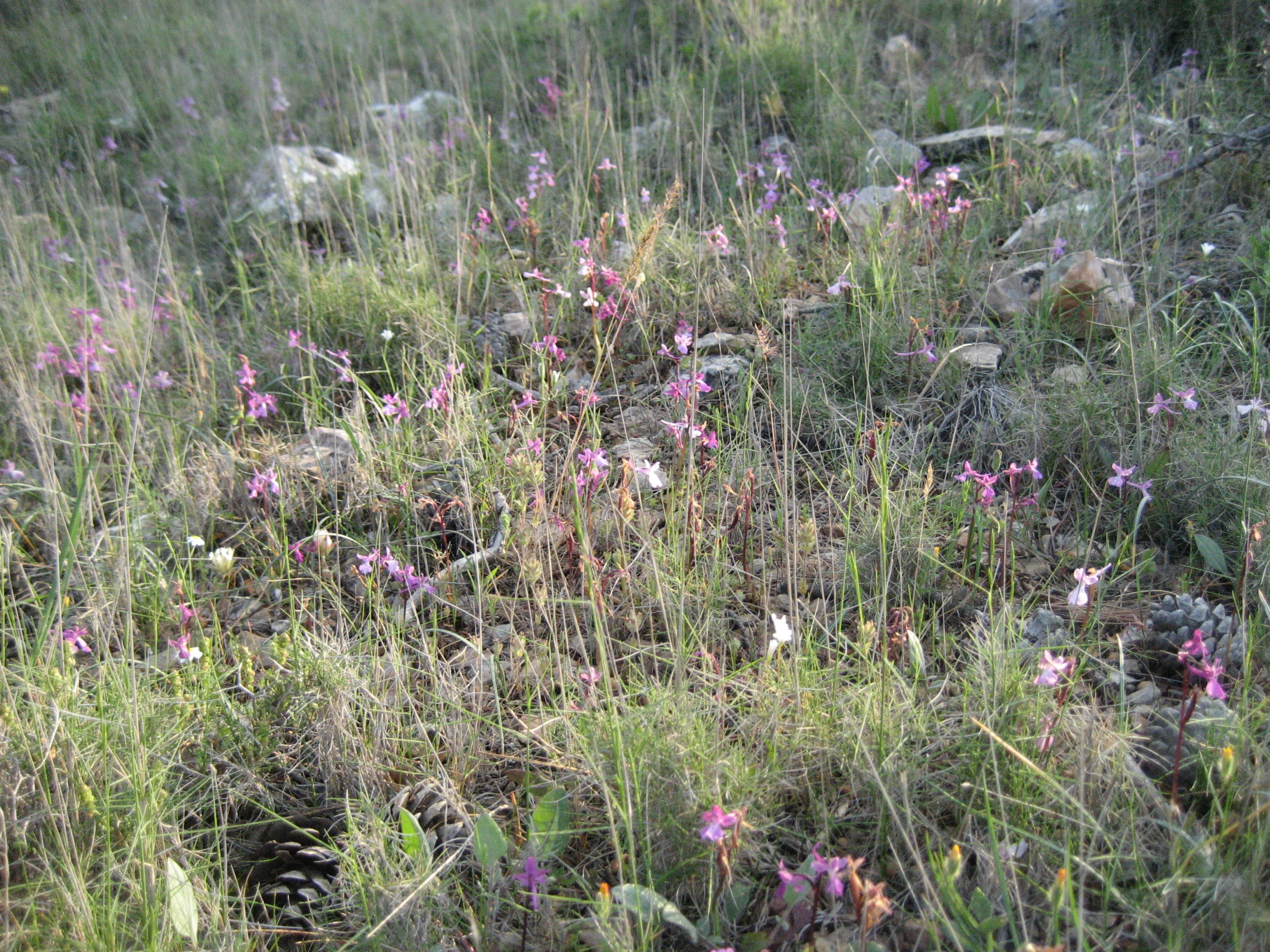
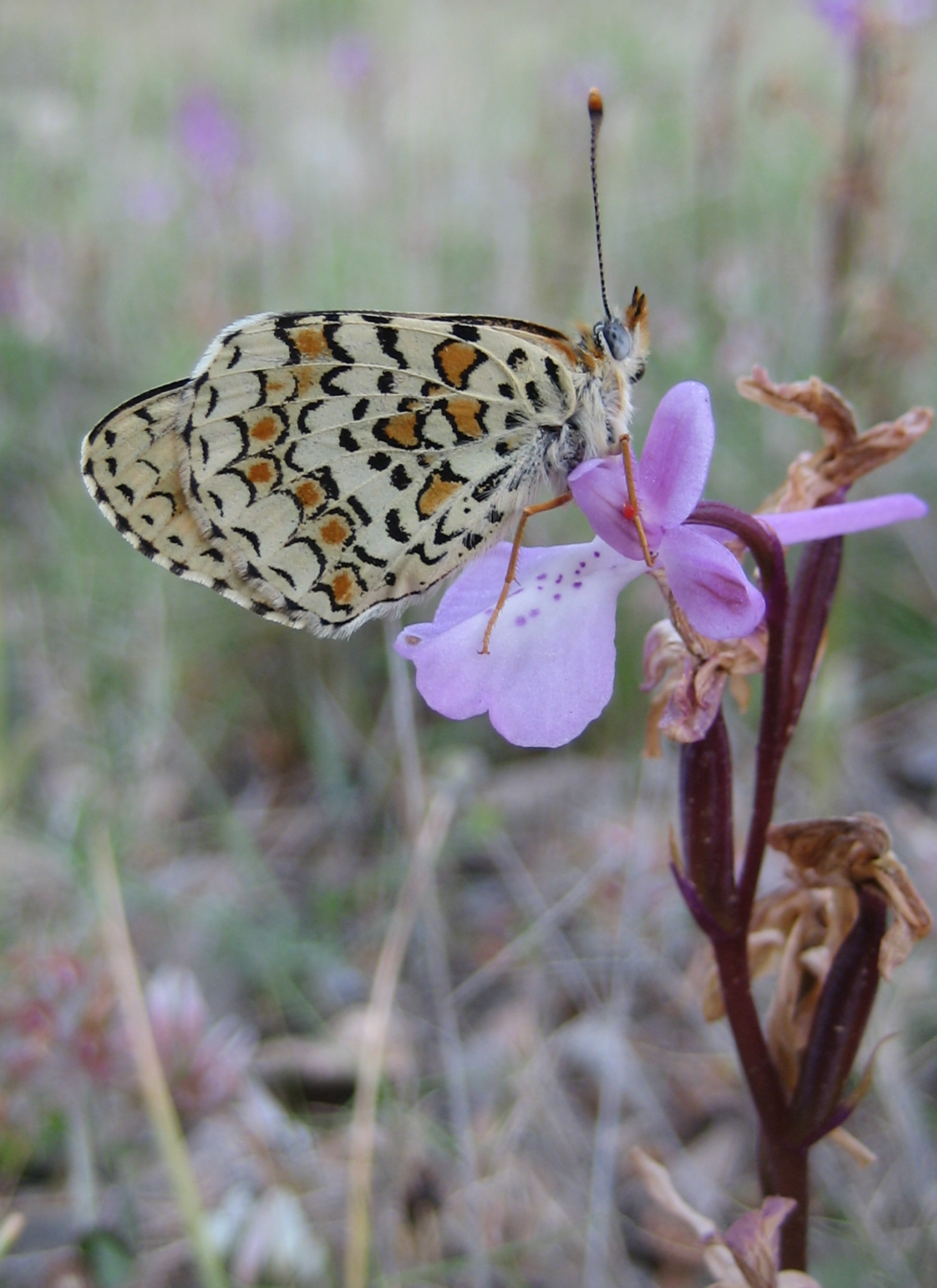
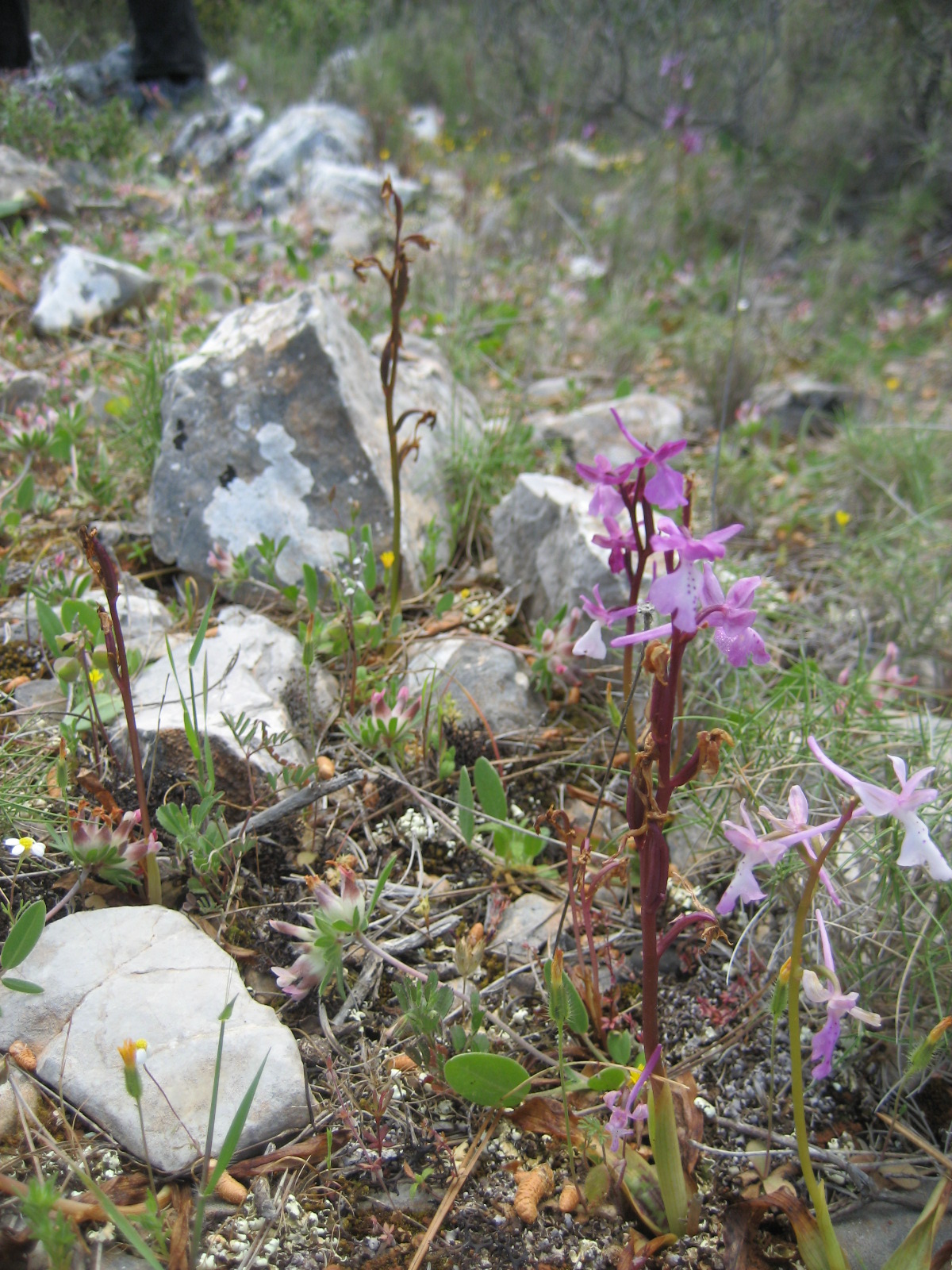